# Marguerite d'Oingt
Marguerite d'Oingt, morte le 11 février 1310, est une religieuse mystique et écrivaine qui a laissé un ouvrage en latin, deux autres en langue francoprovençale (il s'agit d'ancien francoprovençal), et des nombreuses lettres. Elle est issue de la famille seigneuriale d'Oingt en Beaujolais, qui s'éteindra en 1382, faute d'héritier mâle. Vénérée localement jusqu'à la Révolution française (1789), Marguerite n'a cependant été ni canonisée ni même béatifiée officiellement.

## Biographie
On ignore la date de naissance de Marguerite ; on sait seulement qu'elle commença à écrire en 1286 et qu'elle devint prieure en 1288. Son père, Guichard  d'Oingt, la mentionne dans son testament en 1297. Elle mourut le 11 février 1310.
Marguerite d'Oingt fit profession dans l'Ordre des Chartreux. Dès 1288, elle devient la quatrième prieure de la chartreuse de Poleteins (située près de Mionnay dans la Dombes). Cette maison avait été fondée en 1238 par Marguerite de Bâgé, mariée en 1218 à  Humbert V de Beaujeu (Humbert Ier en Dombes), pour des moniales qui vivraient selon les coutumes des Chartreux. Il n'en subsiste aujourd'hui qu'un seul bâtiment.
Avec Marie de France (1160-1210), Marguerite Porete et Christine de Pisan (1364-1430), Marguerite d'Oingt est une des premières écrivaines dont on ait trace en France. Moniale cultivée, elle écrit en latin une Pagina meditationum (Méditations) en 1286. Elle est également l'auteur de deux longs textes particulièrement remarquables en francoprovençal, les premiers écrits conservés dans cette langue. Il s'agit de Li Via seinti Biatrix, virgina de Ornaciu (une hagiographie de Béatrice d'Ornacieux, moniale de Parménie) et le Speculum (« le Miroir »). Ses œuvres mystiques connaissant l’approbation du chapitre général de l'ordre chartreux.

## Iconographie
Le chœur de l'église d'Oingt comprend huit culots sculptés représentant des visages ; ils sont identifiés avec ceux des membres de la famille de Guichard IV d'Oingt, le père de Marguerite, dont on connaît la composition grâce au testament de Guichard IV conservé aux Archives nationales (P 1360 n° 888). D'après cette interprétation traditionnelle, le septième visage en partant du Nord pourrait être celui de Marguerite ; les autres représenteraient Guichard IV, son épouse Marguerite, et leurs autres enfants : Guichard, Louis, Catherine, Agnès et Isabelle. Il s'agirait alors d'un rare exemple de portrait de la sculpture religieuse gothique.